# Дидим (Нестеров)
Архиепи́скоп Диди́м (в миру Дми́трий Дми́триевич Не́старов; 1 февраля 1944, Ливны, Орловская область — 5 мая 2014, Шушары, Санкт-Петербург) — архиерей неканонической ИПЦР, архиепископ Санкт-Петербургский (2008—2014); в прошлом — депутат Волгоградского областного совета (1990—1993).

## Биография
В 1961 году окончил среднюю школу № 1 в Санкт-Петербурге, а в 1967 году — Ленинградский государственный университет. По собственному утверждению, в 1975 году окончил Академию генерального штаба с присвоением внеочередного звания — полковника, однако, документальных подтверждений этому нет.
В 1984 году архиепископом Саратовским и Волгоградским Пименом (Хмелевским) был хиротонисан во пресвитера и направлен на службу в строящийся Свято-Никольский храм города Михайловка. В 1988 году был переведён в Волгоград, где проходил служение в Казанском соборе. Позднее назначен в Свято-Никольский храм посёлка Сарепта.
В 1989 году был инициатором и одним из основателей Волгоградского отделения партии Христианско-демократический союз России (блок — Явлинский-Болдырев-Лукин и ОВР). Был председателем Волгоградского отделения этой партии.
В 1990 году коллектив Волгоградского государственного университета выдвинул его кандидатом в народные депутаты, в связи с чем одержал победу на первых в СССР альтернативных выборах в Волгоградский областной совет, где также был членом комиссии по правам человека и защите прав граждан.
С начала 1990-х годов налаживал контакты с казачеством, некоторое время окормлял различные казачьи организации, был войсковым священником Царицынского округа донских казаков.
С назначением управляющим Волгоградской епархией архиепископа Германа (Тимофеева), в 1997 году был пострижен в монашество с именем Дидим (в честь Дидима Александрийского).
В 1997 году вошёл в состав образовавшейся Российской истинно-православной церкви, за что был запрещён в служении в Русской православной церкви.

### Архиерейство
30 июня 1998 года хиротонисан во епископа Саратовского Российской истинно-православной церкви (РИПЦ). Его архиерейскую хиротонию совершили: митрополит Рафаил (Прокопьев), митрополит Казанский и Марийский Александр (Миронов), архиепископ Санкт-Петербургский Сергий (Моисеенко). После распада РИПЦ, присоединился к Апостольской православной церкви где проходил своё архиерейское служение.
После «Объединительного собора Истинно-православной церкви» в 2003 году вошёл также в состав церковной структуры, руководимой Рафаилом (Прокопьевым), а после её размежевания в 2004 году с Апостольской православной церковью, остался под омофором митрополита Рафаила. В новой юрисдикции получил титул сначала архиепископа Выборгского и Старорусского, а позднее — архиепископа Тихвинского. Переехал в Санкт-Петербург.
В 2003 году перенёс инсульт, из-за которого в 2005 году был почислен за штат с назначением на должность духовника Санкт-Петербургской епархии. В 2008 году с титулом архиепископа Санкт-Петербургского становится руководителем новой епархии ИПЦ.
В 2007 году перенёс перелом шейки бедра и в 2010 году вновь был почислен на покой по состоянию здоровья, оставаясь до конца жизни прикованным к постели.
В 2012 году фрагмент его рукописи «О происхождении и предназначении homo sapiens» был опубликован в ежегоднике «Альтернативы регионального развития».
5 мая 2014 года скончался в посёлке Шушары под Санкт-Петербургом, в своей архиерейской резиденции.